# Adições em Ester

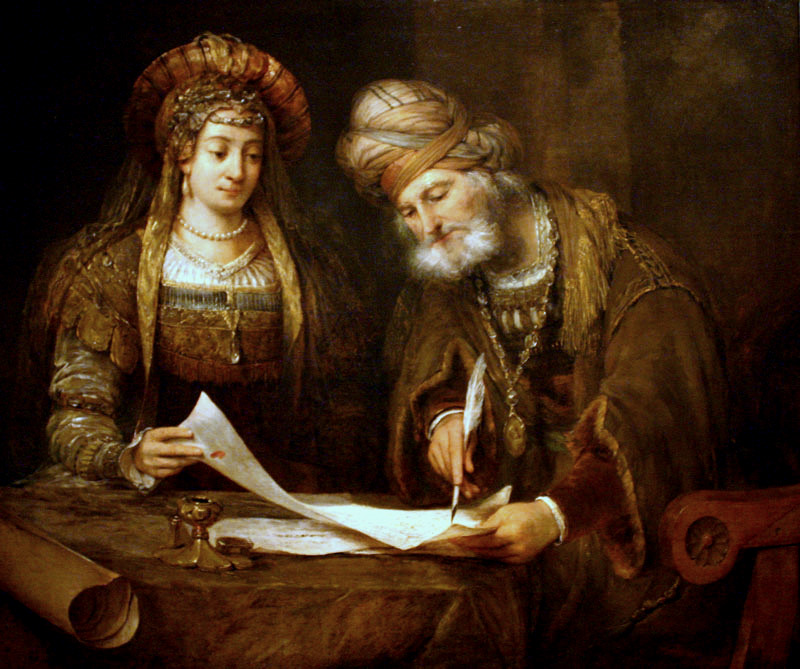
Ester e Mordecai escrevendo a primeira carta do Purim.
1675. Por Aert de Gelder, no Museu Nacional de Belas Artes, em Buenos Aires, Argentina.

Adições em Ester são as mudanças encontradas na versão grega do Livro de Ester na Septuaginta em relação à versão hebraica, o texto massorético. Seis capítulos adicionais e diversas pequenas alterações no significado do texto foram percebidas já na época de Jerônimo, no século IV, quando ele realizava sua tradução para o latim (Vulgata).

## História
Jerônimo reconheceu as adições que não estavam presentes na Bíblia hebraica e as moveu para o final de sua tradução como capítulos 10:4 até 16:24. Esta localização e numeração ainda hoje são as utilizadas pela Bíblia católica baseadas na Vulgata, como a Bíblia Douay–Rheims e Bíblia de Knox. Em 1979, a revisão da Vulgata conhecida como Nova Vulgata incorpora as adições em Ester diretamente na narrativa do texto. O mesmo faz a maioria das traduções católicas modernas baseadas no original hebraico e no grego, o que gera diferenças no sistema de numeração entre as várias traduções. A Nova Vulgata incorpora as adições numerando-os como extensões dos versículos imediatamente anteriores ou seguintes (Ester 11:2-12 na Vulgata original se torna Ester 11:1a-1k na Nova Vulgata). Outras traduções atribuem letras do alfabeto como número dos novos capítulos das adições (Ester 11:2-12:6 na Vulgata torna-se Ester A:1-17).

## Adições
Entre as adições estão:
- Um prólogo de abertura que descreve um sonho de Mordecai;
- O conteúdo do decreto contra os judeus;
- Orações pela intervenção divina por Mordecai e por Ester;
- Uma expansão da cena na qual Ester se apresenta diante do rei, com uma menção da intervenção divina;

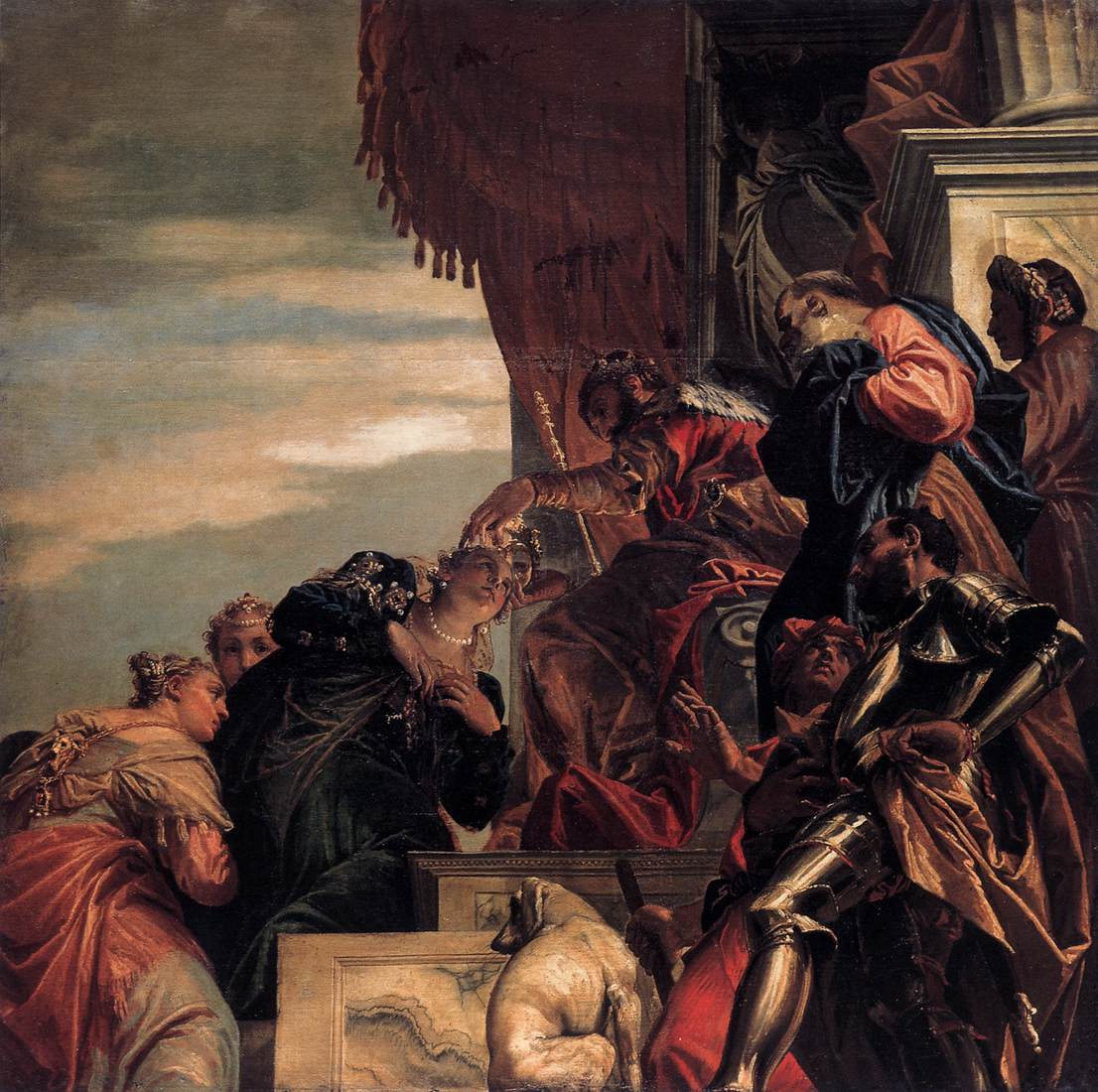
Ester coroada pelo rei Assuero.
1556. Por Paolo Veronese, na igreja de San Sebastiano, em Veneza.

- Uma cópia do decreto favorecendo os judeus;
- Uma passagem na qual Mordecai interpreta seu sonho (do prólogo) em acordo com os eventos que se seguem;
- Um colofão anexado ao final no qual se lê: "No quarto ano do reinado de Ptolemeu e Cleópatra, Dositeu, que afirmou ser um sacerdote e um levita, e seu filho, Ptolemeu, trouxeram a presente carta de Purim afirmando que era genuína e que Lisímaco, filho de Ptolemeu, da comunidade de Jerusalém a havia traduzido".

Na época em que Ester foi escrito, o poder estrangeiro visível no horizonte como ameaça a Judá era o Reino da Macedônia, de Alexandre, o Grande, que derrotou o Império Persa cerca de 150 anos depois da época de Ester. A Septuaginta se refere a Hamã como um "bougaion" (βουγαῖον) enquanto que o texto em hebreu o chama de "agagita".

## Canonicidade
A canonicidade destas adições tem sido tema de disputas entre os estudiosos praticamente desde o momento em que elas apareceram na Septuaginta — Martinho Lutero, provavelmente o mais vocal dos críticos entre os reformadores protestantes, considerava até a versão original hebraica como de valor bastante duvidoso. As preocupações de Lutero contra o livro iam além da crítica acadêmica e possivelmente eram reflexo de um antissemitismo de Lutero, outro tema de disputas, como fica evidente na biografia de Lutero por Derek Wilson, que afirma que o ódio de Lutero em relação aos judeus não era contra o povo em si, mas contra a sua teologia.
O Concílio de Trento, que resumiu o pensamento católico romano da Contrarreforma, confirmou o livro completo, incluindo as adições, como sendo canônico. O Livro de Ester é utilizado duas vezes nas seções mais utilizadas do lecionário católico e, em ambos os casos, o texto utilizado é parte das adições, inclusive a oração de Mordecai. A Igreja Ortodoxa utiliza a versão grega da Septuaginta de Ester (como é o caso para todo os livros do Antigo Testamento). As adições em Ester estão especificamente listadas nos Trinta e Nove Artigos da Igreja da Inglaterra (artigo VI) com o nome de "O resto do Livro de Ester".